# Johannes Zülle

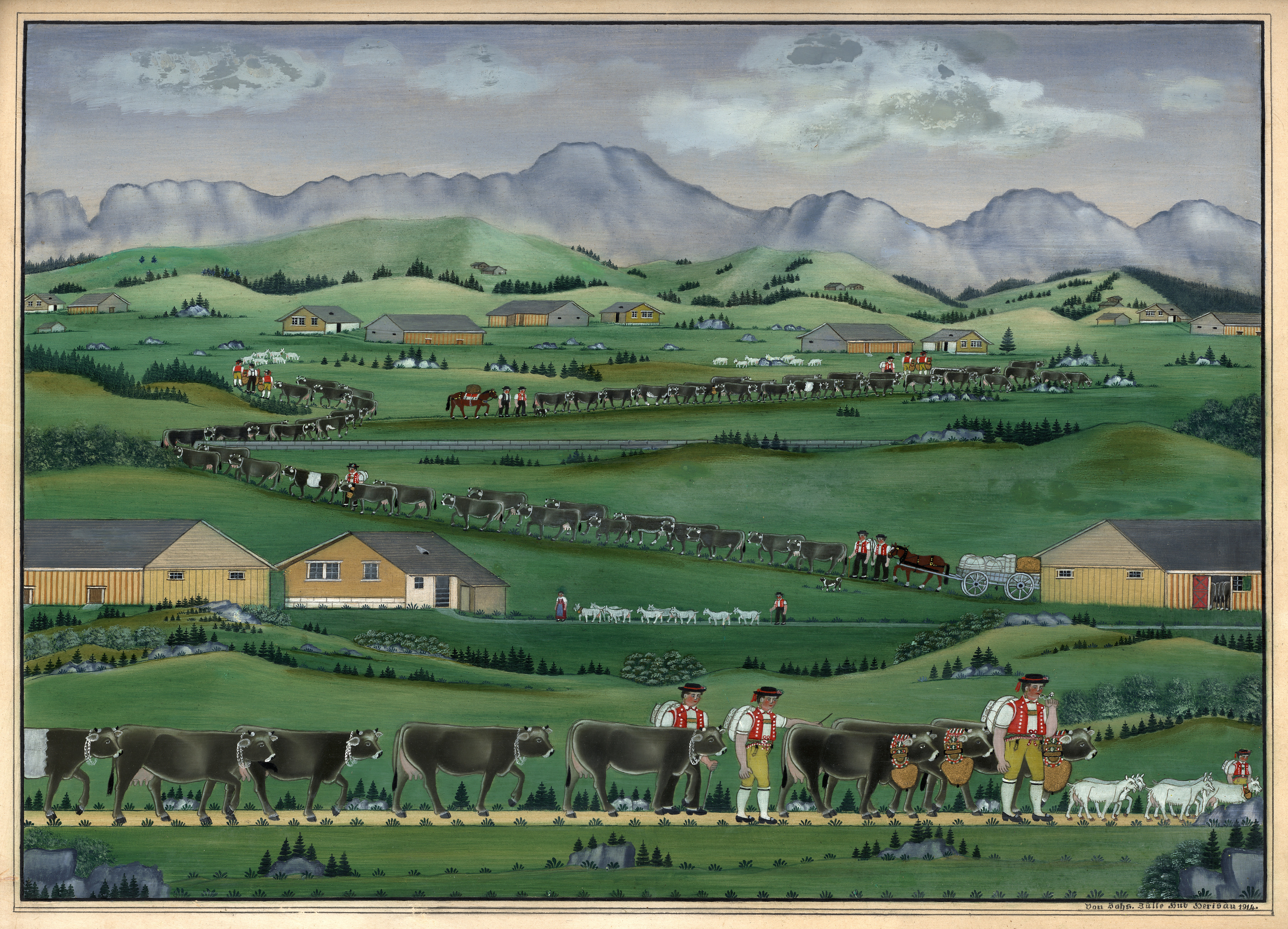
Alpaufzug von Johannes Zülle, gemalt in Herisau in der Hub, 1914.

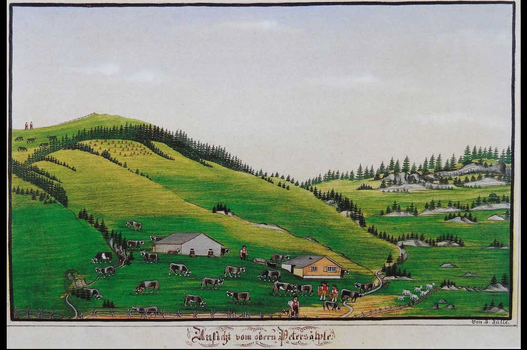
Johannes Zülle: Ansicht vom obern Petersälple, um 1920

Johannes Zülle (* 29. Dezember 1841 in Schwellbrunn AR; † 17. März 1938 in Herisau; heimatberechtigt in Schwellbrunn und ab 1929 in Herisau) war ein Schweizer Maler,
Zeichner, Sennensattler und Vertreter der Senntumsmalerei aus dem Kanton Appenzell Ausserrhoden.

## Leben
Johannes Zülle war ein Sohn von Hans Ulrich Zülle, Ruchwercher, Tagelöhner für schwere Arbeit, und Anna Barbara Schoch. Als Weber tätig, lernte er mit gut 30 Jahren den Bauernmaler Johannes Müller kennen, der sein Werk stark beeinflusste. Für Zülle blieb das Weben bis 1908 Hauptbeschäftigung. Die Malerei bot einen Zusatzverdienst. Zudem handelte er mit Senntums-Schellen und verfertigte Riemen-Zierrat. Sein frühestes bekanntes Bild ist eine Alpfahrt von 1872. Später führte er die von Müller übernommenen Grundmuster bis zur Perfektionierung weiter. Zülles Vorbild wirkte auch zu Beginn des 21. Jahrhunderts bei zahllosen Epigonen und Souvenirmalern nach.